# Вурос, Атанасиос
Атанасиос Вурос (греч. Αθανάσιος Βούρος; 1871, Афины — 14 мая 1959, Афины) — греческий фехтовальщик. Участвовал в летних Олимпийских играх 1896 года в Афинах.

## Биография
Участвовал в летних Олимпийских играл 1986 года, а именно в фехтовании на рапирах. Занял второе место из четырёх в своей предварительной группе после победы в матче против Георгиоса Валакакиса, проигрыша Эжену-Анри Гравлотту и третий поединок не проводился, так как уже был известен победитель в группе, что было засчитано как его победа над Константиносом Милиотис-Комниносом. Есть мнение, что он занял четвертое место в группе после Перикла Пьеракос-Мавромихалиса. Но в настоящее время есть основания полагать, что он занял также третье место и получил бронзовую медаль.